# Carriera
La carriera è il percorso personale di un individuo in una determinata attività lavorativa e/o professionale.
Con tale termine si indica generalmente un percorso legato ad un ambiente lavorativo, attraverso il quale si raggiungono posizioni via via di maggiori responsabilità e potere.  Esso viene utilizzato anche in altri ambiti per indicare, ad esempio, quella sportiva o quella scolastica e universitaria. L'espressione  "fare carriera" intende intraprendere un avanzamento gerarchico di ruolo e di inquadramento in una organizzazione lavorativa.

## Il ruolo e la funzione

### Nel mercato del lavoro
Il mercato del lavoro è l'espressione utilizzata per definire l'incontro tra domande e offerte di lavoro, dunque la richiesta di prestazioni lavorative da parte delle aziende o imprese e l'offerta delle proprie capacità e prestazioni lavorative da parte dei singoli lavoratori.
Avviene un'offerta di lavoro quando gli individui offrono alle imprese il proprio lavoro al fine di ricevere un reddito da spendere nel consumo di beni. Inoltre è interessante capire come l'individuo parta in origine da due beni, la moneta e il tempo libero e come essi si determinino a vicenda. Se il tempo libero diminuisce la moneta al contrario aumenta e se aumenta il tempo libero diminuisce la moneta. Questa combinazione dipende dalla volontà dell'individuo. In genere l'aumento dell'offerta di lavoro è dovuta all'aumento del salario di lavoro, ma può succedere anche che l'offerta diminuisca in quanto un aumento del salario può provocare un miglioramento del benessere portando l'individuo ad avvantaggiarsi di un numero maggiore di ore di tempo libero. La domanda di lavoro deriva invece dalla produttività, maggiore sarà la produttività e maggiore sarà la domanda di lavoro al contrario minore sarà la produzione e minore sarà la domanda di lavoro. A sua volta la produzione è data dal consumo.

### Effetti nella gesitone delle risorse umane
Il mercato interno del lavoro, denominato anche mercato unico, fa riferimento al programma attuato nella seconda metà degli anni 1990 per la trasformazione del mercato comune in mercato unificato europeo. Esso viene definito come un'unità amministrativa all'interno della quale la remunerazione e l'allocazione del lavoro sono determinate da un insieme di regole amministrative. Il mercato interno, perciò, è il sistema di competizione tra candidati interni per le posizioni offerte nel sistema, regolato da un meccanismo di prezzi negoziati solo debolmente collegato al sistema esterno.
I vantaggi del mercato interno del lavoro sono ad esempio la riduzione dei costi di selezione e di inserimento oppure anche il mantenimento ed il rafforzamento della cultura interna all'organizzazione.

## Laperformanceorganizzativa
La misura delle prestazioni (performance measurement) si riferisce ad una prestazione che genera valore e perciò obiettivi di risultato e rendimento, stante la valutazione personale e in una determinata organizzazione lavorativa, con specifica attenzione ad alcuni aspetti come l'idoneità, l'efficienza e la produttività.

### Nella pubblica amministrazione e negli enti privati
La performance viene utilizzata in vari Stati del mondo in special modo negli enti ed organizzaioni private, in particolare viene misurata in base alla valutazione del personale e delle risorse umane, all'investimento in capitale sociale, delle capacità gestionali e produttive di ogni singolo lavoratore.
Nel settore pubblico italiano è stata introdotta dalla riforma Brunetta con l'emanazione del d.lgs. 27 ottobre 2009, n. 150, al fine di ottimizzare la produttività e di rendere efficaci e trasparenti la pubblica amministrazione italiana, con l'introduzione di nuovi concetti come quello di "amministrazione trasparente".

### I campi di applicazioone
La performance prende in visione 3 livelli (M. Gianecchini):
- individuale che considera la qualità dello sforzo e il grado di collaborazione e cooperazione.
- organizzativo che riguarda gli strumenti di controllo della prestazione e l'organizzazione del lavoro.
- istituzionale definisce il contesto competitivo e tecnologico e il sistema delle aspettative reciproche.

### La valutazione
La valutazione è orientata ad analizzare il contributo fornito dall'individuo nel raggiungere gli obiettivi dell'organizzazione. Quindi si cerca di misurare la capacità e competenze dell'individuo in funzione della premialità.
Valutazione dei comportamenti:
- Scale grafiche di valutazione: si assegna al comportamento del soggetto un punteggio in una scala, che può essere a intervalli discreti, continua, o basata su standards.
- Metodo dell'incidente critico: è basato su interviste effettuate ai vari ruoli organizzativi circa esperienze passate risultate particolarmente rilevanti ai fini dell'assolvimento della funzione.
- Job ranking: il valutato non è giudicato autonomamente, ma attraverso un sistema di confronto con un altro valutato.
- BARS–Behavioural Anchored Rating Scales: combina tradizionali scale di valutazione al metodo dell'incidente critico. Ogni livello di valutazione ha, invece di scale numeriche, delle vere e proprie descrizioni di comportamenti.
- Metodo della distribuzione forzata: ai manager è imposto di dividere i propri dipendenti in fasce di produttività. Questo sistema spesso mette in crisi i datori di lavoro per il timore di rovinare il clima collaborativo.

### La retribuzione
La retribuzione ha l'obiettivo di attirare, trattenere e motivare i lavoratori con le caratteristiche idonee a perseguire gli obiettivi aziendali (M. Gianecchini). La premialità in funzione alla performance può avvenire o, a seconda del compenso economico oppure attraverso l'avanzamento di carriera.

## Sistemi organizzativi
I sistemi organizzativi riguardano la strutturazione e lo svolgimernto di carriera all'interno di una organizzazione lavorativa. I principali percorsi possono essere ricondotti a quattro modelli:
1. percorso di carriera lineare rappresenta il sentiero associato allo svolgimento di un lavoro a tempo indeterminato all'interno di imprese dalla cultura burocratica e dalla struttura piramidale. Nell'ottica della linearità, un individuo cresce spostandosi verticalmente all'interno di una singola funzione o area di expertise. Il successo di carriera è relativo all'ottenimento di posizioni gerarchiche prestigiose e di un'elevata remunerazione.
2. percorso di carriera professionale implica uno sviluppo che non si realizza in una progressione tra diverse posizioni ma nell'acquisizione di una crescente padronanza di un'area professionale. L'individuo fa carriera rimanendo fermo nella gerarchia. La sua crescita, legata all'esperienza, viene favorita dall'organizzazione permettendogli di partecipare a progetti nuovi e complessi dove abbia la possibilità di applicare e approfondire le sue conoscenze specialistiche.
3. percorso di carriera a spirale implica periodici spostamenti tra ruoli, attività e aree funzionali. La mobilità è intesa in senso laterale, ma con possibilità di crescita verticale. Le persone che intraprendono questo tipo di percorso sono stimolate da uno sviluppo personale, dalla creatività e dal cambiamento.
4. percorso di carriera transitorio si caratterizza per la maggiore instabilità e quindi per la maggiore difficoltà per l'impresa nel gestirne i passaggi. Il lavoratore, segue una carriera priva di un apparente filo conduttore professionale. Ciò che distingue queste persone sono la capacità di svolgere lavori molto diversi tra loro e il desiderio di indipendenza, autonomia e varietà che li spinge verso organizzazioni flessibili e non strutturate.

## Differenze di genere
Per quanto riguarda le differenze di genere, la carriera è uno dei temi attualmente studiati dai sociologi, in quanto pur essendo stati ampliati i diritti sulle pari opportunità, rimangono ancora differenze evidenti tra uomini e donne in ambito lavorativo (ad es. la differenza salariale o la possibilità di accedere a determinate occupazioni lavorative). Le donne, dividendo il loro tempo tra lavoro per un guadagno e lavoro di cura della propria famiglia, difficilmente riescono a “fare” carriera e quindi ad ottenere prestigiose promozioni fino ad arrivare a posizioni di rilievo all'interno di un'organizzazione: anche nelle occupazioni che vengono ritenute più femminili, vi sono poche “donne in carriera”, specie nelle posizioni di comando. La percentuale di donne con ruolo di amministratore delegato  nel 2013 nell'Unione Europea è di 2,8 %.
In ambito politico ed economico la quota femminile è molto bassa e nel settore scientifico ed ingegneristico le donne sono poco più di un terzo. La teoria dei tornei - espressione utilizzata per  determinare la dimensione dell'aumento salariale che deve essere associato ad una particolare promozione - spiega queste differenze riguardanti la carriera scolastica e quella professionale: la contrapposizione tra maschi e femmine infatti risulta non essere simmetrica durante i diversi stadi della vita professionale. Durante il periodo scolastico sono le donne a prevalere con ottimi curricula scolastici ottenendo ottimi voti e risultati in quanto il costo-opportunità riguardo al loro impegno è minore a causa del differenziale salariale di genere, mentre gli uomini in questo periodo risultano svantaggiati. Nel mondo del lavoro, invece, sono gli uomini a risultare avvantaggiati e a riuscire più facilmente a “fare carriera” in quanto su di loro non gravano gli impegni domestici e di cura che rendono il costo opportunità dell'impegno del lavoro femminile maggiore degli uomini.